# Saison 2021 de l'équipe cycliste Groupama-FDJ
La saison 2021 de l'équipe cycliste Groupama-FDJ est la vingt-cinquième de cette équipe.

## Coureurs et encadrement technique

### Arrivées et départs
| Coureur           | Provenance             | Durée contrat |
| ----------------- | ---------------------- | ------------- |
| Matteo Badilatti  | Israel Start-Up Nation | 2021-2022     |
| Clément Davy      | Groupama-FDJ Conti.    | 2021-2022     |
| Attila Valter     | CCC Team               | 2021-2022     |
| Lars van den Berg | Groupama-FDJ Conti.    | 2021-2022     |

| Coureur         | Nouvelle équipe | Durée contrat |
| --------------- | --------------- | ------------- |
| Kilian Frankiny | Qhubeka Assos   | 2021          |
| Marc Sarreau    | AG2R Citroën    | 2021-2022     |
| Léo Vincent     | CC Étupes       | 2021          |

### Effectif actuel
| Coureur             | Date de Nais.              | Equipe en 2020         | Cont. |
| ------------------- | -------------------------- | ---------------------- | ----- |
| Bruno Armirail      | 11 avril 1994 (27 ans)     | Groupama-FDJ           | 2024  |
| Matteo Badilatti    | 30 juillet 1992 (29 ans)   | Israel Start-Up Nation | 2022  |
| William Bonnet      | 25 juin 1982 (39 ans)      | Groupama-FDJ           | 2021  |
| Alexys Brunel       | 17 juillet 1998 (23 ans)   | Groupama-FDJ           | 2021  |
| Clément Davy        | 10 octobre 1998 (23 ans)   | Groupama-FDJ           | 2022  |
| Mickaël Delage      | 6 août 1985 (36 ans)       | Groupama-FDJ           | 2021  |
| Arnaud Démare       | 26 août 1991 (30 ans)      | Groupama-FDJ           | 2023  |
| Antoine Duchesne    | 12 septembre 1991 (30 ans) | Groupama-FDJ           | 2022  |
| David Gaudu         | 10 octobre 1996 (25 ans)   | Groupama-FDJ           | 2023  |
| Kevin Geniets       | 9 janvier 1997 (24 ans)    | Groupama-FDJ           | 2022  |
| Jacopo Guarnieri    | 14 août 1987 (34 ans)      | Groupama-FDJ           | 2022  |
| Simon Guglielmi     | 1er juillet 1997 (24 ans)  | Groupama-FDJ           | 2021  |
| Ignatas Konovalovas | 8 décembre 1985 (36 ans)   | Groupama-FDJ           | 2022  |
| Stefan Küng         | 16 novembre 1993 (28 ans)  | Groupama-FDJ           | 2023  |
| Matthieu Ladagnous  | 12 décembre 1984 (37 ans)  | Groupama-FDJ           | 2022  |

| Coureur               | Date de Nais.              | Equipe en 2020      | Cont. |
| --------------------- | -------------------------- | ------------------- | ----- |
| Olivier Le Gac        | 27 août 1993 (28 ans)      | Groupama-FDJ        | 2023  |
| Fabian Lienhard       | 3 septembre 1993 (28 ans)  | Groupama-FDJ        | 2021  |
| Tobias Ludvigsson     | 22 février 1991 (30 ans)   | Groupama-FDJ        | 2022  |
| Valentin Madouas      | 12 juillet 1996 (25 ans)   | Groupama-FDJ        | 2024  |
| Rudy Molard           | 17 septembre 1989 (32 ans) | Groupama-FDJ        | 2024  |
| Thibaut Pinot         | 29 mai 1990 (31 ans)       | Groupama-FDJ        | 2023  |
| Sébastien Reichenbach | 28 mai 1989 (32 ans)       | Groupama-FDJ        | 2022  |
| Anthony Roux          | 18 avril 1987 (34 ans)     | Groupama-FDJ        | 2021  |
| Miles Scotson         | 18 janvier 1994 (27 ans)   | Groupama-FDJ        | 2023  |
| Romain Seigle         | 11 octobre 1994 (27 ans)   | Groupama-FDJ        | 2021  |
| Ramon Sinkeldam       | 9 février 1989 (32 ans)    | Groupama-FDJ        | 2022  |
| Jake Stewart          | 2 octobre 1999 (22 ans)    | Groupama-FDJ        | 2022  |
| Benjamin Thomas       | 12 septembre 1995 (26 ans) | Groupama-FDJ        | 2021  |
| Attila Valter         | 12 juin 1998 (23 ans)      | CCC Team            | 2022  |
| Lars van den Berg     | 7 juillet 1998 (23 ans)    | Groupama-FDJ Conti. | 2022  |

## Partenaires et sponsors
Depuis la création de l'équipe en 1997, FDJ reste auprès de l'équipe de Marc Madiot pour la 25ème saison. Rejoint en 2018 par Groupama, les deux entreprises françaises se lient avec l'équipe jusqu'en 2024 comme l'explique respectivement Thierry Martel et Stéphane Pallez : 
« Devenu en 3 ans un acteur majeur du cyclisme, tant professionnel que amateur, Groupama continue à accompagner l’Équipe cycliste Groupama-FDJ dans une nouvelle dimension. Ainsi, Groupama s’est d’ores et déjà engagé, avec FDJ, à soutenir l’équipe jusqu’en 2024 !Offrir cette visibilité à long terme est un signe de confiance fort. Groupama s’inscrit dans une relation durable et permet à toute l’équipe de capitaliser sur l’excellence du travail de fond réalisé depuis plusieurs années.C’est ensemble que l’on va plus loin, nous en sommes convaincus. La force de caractère ainsi que la solidarité de tous les coureurs et le staff en 2020, dans un contexte si particulier, ont été récompensées par de nombreuses victoires. C’est une belle illustration de la force de l’ADN mutualiste de Groupama qui place le collectif au cœur de son action.Cette année encore, c’est avec une grande fierté que les 32 000 collaborateurs de Groupama vont donc continuer à soutenir leurs champions de l’Équipe cycliste  Groupama-FDJ  en  vue  d’atteindre  leurs  nouveaux  objectifs  extrêmement élevés. »
Groupama entame donc sa 4ème saison avec l'équipe française avec le but de s'inscrire encore plus dans le monde de la petite reine, au profit notamment du cyclisme amateur avec le programme « Par passion du vélo ».
« Acteur historique dans le sport et le cyclisme en particulier, FDJ débute cette année sa 25e saison aux côtés de Marc Madiot et de son équipe. C’est avec fierté et satisfaction, que nous avons contribué au fil de ces années au développement de l’équipe cycliste Groupama-FDJ, l’une des toutes premières équipes françaises et de son équipe Continentale.Cette  aventure,  nous  la  conduisons  depuis  trois  ans  avec  Groupama.  Nous partageons les mêmes valeurs de performance, de proximité et de responsabilité. Cet engagement doit permettre aux coureurs de poursuivre leur progression jusqu’à atteindre leurs objectifs comme ils ont su le faire en cette année 2020 pourtant si particulière.Plus que jamais, FDJ est fière d’accompagner l’équipe dans sa quête de victoires, et de lui apporter tout son soutien pour accomplir cette nouvelle saison dans les meilleures conditions.Pour FDJ, l’Équipe cycliste est également une belle manière de renforcer la proximité du Groupe avec le grand public et ses 23 millions de clients sur l’ensemble du territoire, et d’animer son réseau de 30 000 points de vente. »
FDJ compte rester encore plus présent dans le cyclisme, en restant sponsor de l'équipe en plus de sponsorisé l'équipe féminine FDJ-Nouvelle-Aquitaine-Futuroscope. Aussi partenaire de La course by Le Tour de France, Paris-Roubaix Femmes et aussi fournisseur officiel du Tour de France.
Un des partenaires les plus importants de l'équipe est bien évidemment le fournisseur cycles, les coureurs roulent donc sur des vélos de la marque Lapierre avec trois modèles de vélos soit le Xelius SL pour la montagne, le Aircorde DRS pour les sprints et le Aerostorm DRS pour les contre-la-montre, petit nouveau, arrivée il y a peu avec la collaboration de Stefan Küng lors de son arrivée dans l'équipe en 2019.
La marque Italienne Alé reste partenaire textile de compétition, Giro (en) pour les casques, Shimano pour les équipements vélos ou encore Rukka partenaire officiel sportwear. On peut rajouter à cette liste Continental (roues), Garmin (compteur vélo), Elite (bidons et porte-bidons) ou encore Škoda (véhicules) En tout, l'équipe Groupama-FDJ compte 22 partenaires pour cette saison 2021.

## Parcours de formation: Conti Groupama-FDJ

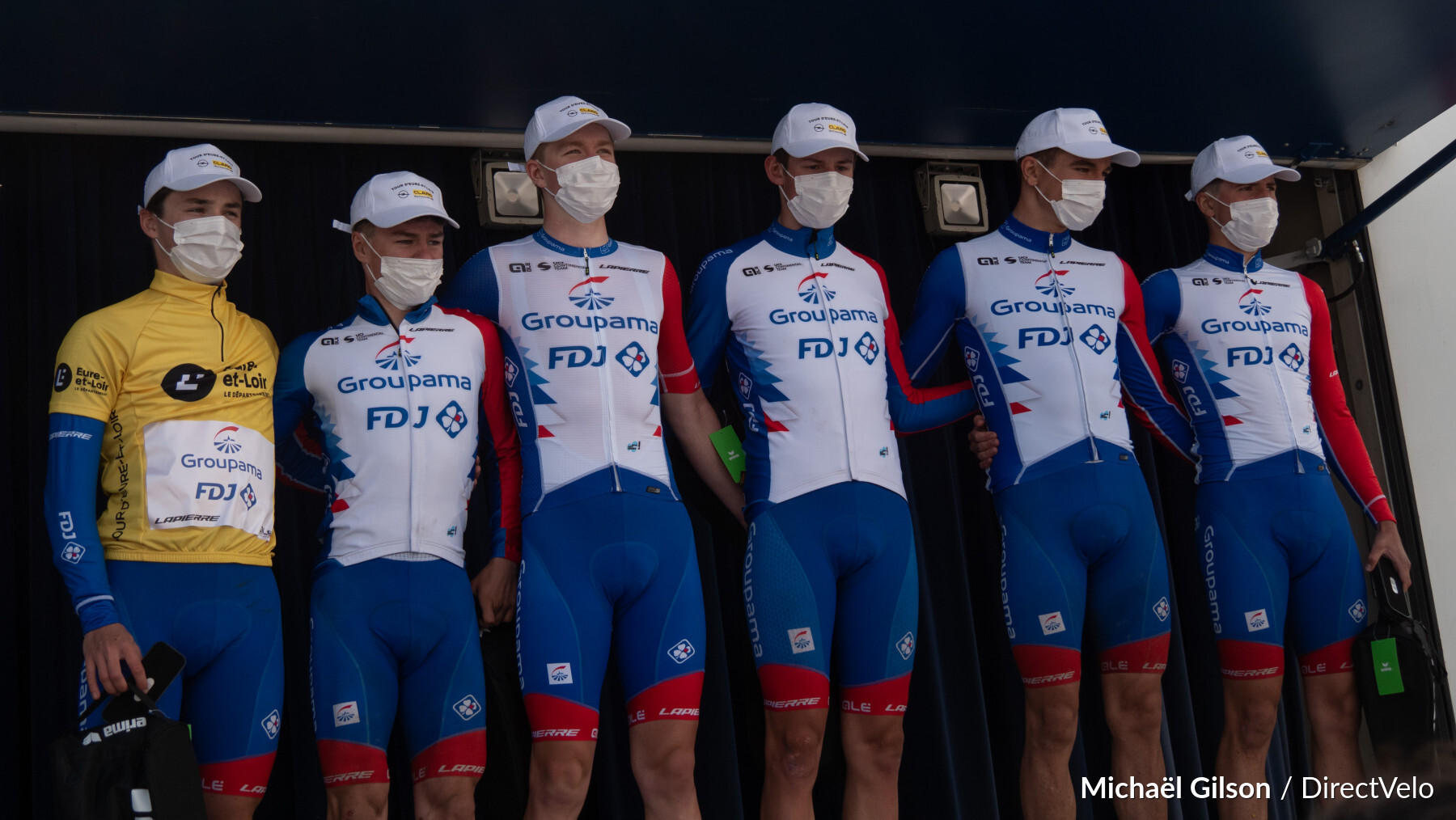
La Conti. Groupama-FDJ au Tour d'Eure-et-Loir 2021 après la victoire de Paul Penhoët (de droite à gauche : Paul Penhoët, Joseph Pidcock, Rait Ärm, Hugo Page, Enzo Paleni et Laurence Pihie)

En 2019, Groupama et FDJ se sont engagés pour former une nouvelle équipe, l'équipe cycliste contientale Groupama-FDJ qui évolue au sein du circuit continentale, elle a pour but d’accueillir de jeunes coureurs avec un modèle d'apprentissage unique. Au sein de sa troisième promotion l'équipe accueille 13 coureurs (avec une moyenne d'âge de 20 ans). « La Conti » est encadrée par le Suisse Jens Blatter et son directeur sportif Jérôme Gannat. Deux entraîneurs, Nicolas Boisson et Joseph Berlin-Semon.

### Effectif de la Conti Groupama-FDJ 2021
| Cycliste            | Date de naissance | Nationalité      | Équipe 2020                                      |  |
| ------------------- | ----------------- | ---------------- | ------------------------------------------------ |  |
| Rait Ärm            | 31 mars 2000      | Estonie          | Tartu 2024-Balticchaincycling.com                |  |
| Lewis Askey         | 4 mai 2001        | Grande-Bretagne  | Groupama-FDJ Continental Team                    |  |
| Alexandre Balmer    | 4 mai 2000        | Suisse           | Groupama-FDJ Continental Team                    |  |
| Lorenzo Germani     | 3 mars 2002       | Italie           | Work Service Brenta Romagnano                    |  |
| Théo Nonnez         | 30 novembre 1999  | France           | Groupama-FDJ Continental Team                    |  |
| Hugo Page           | 24 juillet 2001   | France           | Groupama-FDJ Continental Team                    |  |
| Enzo Paleni         | 30 mai 2002       | France           | Beauvais Team Cycliste Junior                    |  |
| Paul Penhoët        | 28 décembre 2001  | France           | Groupama-FDJ Continental Team                    |  |
| Joseph Pidcock      | 20 mars 2002      | Grande-Bretagne  | Fensham Howes-Mas Design                         |  |
| Laurence Pithie     | 17 juillet 2002   | Nouvelle-Zélande | Willebrord Wil Vooruit Junioren, Circuit Asphalt |  |
| Antoine Raugel      | 14 février 1999   | France           | AG2R La Mondiale (stagiaire)                     |  |
| Reuben Thompson     | 15 février 2001   | Nouvelle-Zélande | Telcom-On Clima-Osés Const                       |  |
| Marijn van den Berg | 19 juillet 1999   | Pays-Bas         | Metec-Solarwatt-Mantel                           |  |

Elle a déjà propulser une bonne partie de son ancien effectif dans le peloton World Tour, dont la plupart sont en contrat avec la World Team Groupama-FDJ : Kevin Geniets, Alexys Bunel, Simon Guglielmi, Fabian Lienhard ou encore Jake Stewart,Lars Van den Verg et Clément Davy, arrivés cette année. Certains on déjà même décroché une victoire l'année passée : 1ére étape de l'Etoile de Bessèges (Alexys Brunel) et le Championnat de Luxembourg sur route (Kevin Geniets).

## Déroulements de la saison

### Reprise 2021: Un début un peu en dessous des attentes
Pour la deuxième année consécutive, le discours du manager général Marc Madiot est simple : "Jouer devant". Le début de saison repoussée par l'annulation des courses en Australie et en Amérique Latine délocalise les premières courses en Europe et plus précisément en France pour la première apparition de la Groupama-FDJ dans un peloton. Première course, le Grand-Prix la Marseillaise dans le sud de la France, une course bien connue de l'équipe car elle a été remportée notamment par Arthur Vichot dans le passé (2017). L'année précédente Valentin Madouas avait terminé deuxième. Une équipe composée de jeunes menés par Alexys Brunel va tenter tout au long mais la plupart de l'équipe déviera du parcours sur une mauvaise signalisation. Alexys Brunel sera distancé dans la dernière difficulté mais Benjamin Thomas va se montrer, l'ancien champion de France de chrono va attaquer accrochera un top 15. Quelques jours plus tard, la même composition prendra le départ de l’Étoile de Bessèges, première course par étapes de l'année, elle fournira un beau bilan avec la révélation du jeune Jake Stewart, venu de l'équipe continentale, qui fournira de beau résultats sur les étapes, 9e,7e et 10e, jouant sur tous les terrains il montre une belle aptitude dans les sprints et termine 4e du général et repart avec le maillot blanc de meilleur jeune. Benjamin Thomas, encore lui prend la seconde place du chrono derrière Filippo Ganna le champion du monde. Sur le Tour de la Provence, un grand nom est cité parmi les participants il s’agit d'Arnaud Démare le champion de France démarre son début de saison avec une équipe dédiée exclusivement à lui. Auteur de 14 victoires la saison dernière, il a les dents longues. Mais il va se les briser contre un roc : Davide Ballerini. Sur la première étape, Arnaud se fera sauter sur la ligne finissant deuxième, assez rassurant mais on ne le reverra plus de la semaine, gêné par des chutes ou des profils trop escarpés empêcheront le champion de France de s'imposer.
Après la rentrée de groupe sprints, place au groupe des grimpeurs ! Sur le Tour des Alpes-Martimes et du Var, Groupama-FDJ aligne une grosse équipe avec Valentin Madouas, David Gaudu et Thibaut Pinot, ce dernier est accompagné d'une grande question : Est-ce que Thibaut Pinot a réussi à se débarrasser de son mal de dos qui l'empêche d'évoluer à son plus haut niveau depuis sa chute sur le Tour de France 2020 ? Quoi qu'il en soit, l'épreuve démarre sur une belle note après une troisième place de Valentin Madouas et une quatrième place pour David Gaudu sur les deux premières étapes. Pinot lui signe une 10e et une 20e place qui pourrait être encourageante. Mais l'équipe vise plus, une étape et le général pourquoi pas. La dernière étape se déroule quasi parfaitement dans sa première partie, Rudy Molard, Valentin Madous et Bruno Armirail ont pris part à l'échappée assurée de se jouer la gagne après plusieurs heures de courses. David Gaudu est bien au chaud dans le peloton. Malheureusement Thibaut Pinot pas au niveau est déjà distancé. L'équipe perdra tout, après une offensive Valentin Madouas ne parviendra pas à suivre le futur vainquer de l'étape et du général, Gianluca Brambilla. En lot de consolation, l'équipe repart avec les 4e, 6e et 7e place au général, le maillot blanc de meilleur jeune et le classement par équipes, frustrant. L'équipe parviendra à se relever sur les Boucles Drôme-Ardèche, portée par David Gaudu, confirmant son statut après sa très belle Vuelta 2020. Thibaut Pinot est engagé, lui aussi sur l'Ardèche Classic, première course des Boucles. Après un gros travail de l'équipe, David Gaudu parachève magistralement le travail avec une victoire au sprint devant Clément Champoussin, Pinot redonne espoir avec une 8e place. Sur la Drôme Classic le Breton finit 20e dans le groupe se jouant la deuxième place, n'alternant pas le plaisir de la première victoire de la saison. En parallèle se disputait la rentrée du World Tour sur l'UAE Tour, avec une équipe qui sera là pour se tester avec les deux nouvelles recrues : Attila Valter et Matteo Badilatti. Après une première étape dantesque et des bordures, Anthony Roux va signer le premier top 10 de l'équipe en World Tour. Le reste de l'épreuve ne permettra pas aux deux recrues de se montrer davantage et Anthony sera contraint à l'abandon. Ce qui clôt le bilan des premières courses de la saison.

### Campagne des Classiques Flandriennes: Un bilan encore frustrant
La Groupama-FDJ avait envie d’espérer de beaux résultats sur la campagne des Classiques Flandriennes. Stefan Küng, champion de Suisse en titre avait réussi à se glisser dans le top 10 de la plupart des classiques pavées l'année passée, notamment une 5e  place sur Gand-Wevelgem. Pour les profils un peu plus simple, Arnaud Démare annonce son grand retour, lui qui avait privilégié les sprints massifs l'année passé. Mais en 2021, tout est à refaire, avec une équipe encore plus forte et dès la première course, l'Omloop Het Nieuwsblad , remporté par l'intenable Davide Ballerini, derrière lui c'est le jeune Jake Stewart qui arrache un belle seconde place, premier podium sur les Flandriennes depuis longtemps pour l'équipe, le jeune britannique s'impose déjà comme une des révélations de ce début de saison. Sur Kuurne-Bruxelles-Kuurne, le bilan ne sera pas le même pour l'équipe qui comptait dans ses rangs ses trois champions nationaux, Arnaud Démare, Stefan Kûng et Kevin Geniets. Classique traditionnellement remporté par les sprinteurs, Arnaud Démare n'avait pas les jambes pour tenir dans les différentes côtes du final. Küng décrochera la 20e  place du sprint remporté par Mads Pedersen. Jake Stewart lui a été amené sur des courses un peu moins importante Nokere Koerse et Bredene Koksijde Classic où il obtient une 6e  et 12e  place, de bons résultats mais il aurait pu faire mieux après ses récents résultats. On revera le jeune Britannique au service d'Arnaud Démare sur l'OxyClean Classic Brugge-De Panne. Tout est en ordre mais au moment du sprint Arnaud n'a pas pû parachever le travail sur saut de chaine, en incapacité de sprinter il ne décrochera que la 29e place.
On entre alors dans la dernière ligne droite des Classiques pavées, et la préparation pour le Tour des Flandres s'intensifie, Paris-Roubaix ayant été encore une fois reporté. Sur l'E3 Saxo Bank Classic, après un beau numéro d'Alexys Brunel, Stefan Küng finira encore à la 20e place. Sur Gand-Wevelgem, le Suisse va redonner espoir et va comme l'année passé jouer la gagne contre les cadors que sont Wout van Aert ou Matteo Trentin, moins bon sprinteur que les autres dans le groupe de sept, il terminera 6e  d'une belle course. Plus que deux courses pour sauver une campagne de Classiques en dessous des espérances, malheureusement sur À travers les Flandres, Arnaud Démare chahuté dans le sprint pour la place de trois, n'obtiendra que la 21e place. Tout est à refaire sur la denière course et non des moindres, le second monument de l'année, le Tour des Flandres, en l'absence d'Arnaud Démare c'est Valentin Madouas et Stefan Küng  qui vont représenter les espoirs de la formation française, tout se présente bien jusqu'au Vieux Quaremont, à 55 kilomètres de l'arrivée le champion Suisse est victime d'un accrochage et chute sur les pavés, la course est déjà lancée, réduisant les espoirs de Stefan. Valentin lui joue pendant longtemps une place dans le top 10, dans un groupe de contre avec Julian Alaphilippe, il finira loin, à la 39e position. Un bilan encore une fois un peu faible par rapport aux attentes.

## Champions nationaux, continentaux et mondiaux
| Date             | Course                                              | Maillot | Coureurs            | Pays       | Lieu              |
| ---------------- | --------------------------------------------------- | ------- | ------------------- | ---------- | ----------------- |
| 16 juin 2021     | Championnats de Suisse du contre-la-montre          |         | Stefan Küng         | Suisse     | Le Chalet-à-Gobet |
| 17 juin 2021     | Championnats de France du contre-la-montre          |         | Benjamin Thomas     | France     | Épinal            |
| 18 juin 2021     | Championnats du Luxembourg du contre-la-montre      |         | Kevin Geniets       | Luxembourg | Harlange          |
| 20 juin 2021     | Championnats de Lituanie sur route                  |         | Ignatas Konovalovas | Estonie    | Valga             |
| 20 juin 2021     | Championnats du Luxembourg sur route                |         | Kevin Geniets       | Luxembourg | Harlange          |
| 9 septembre 2021 | Championnats d'Europe – Contre-la-montre individuel |         | Stefan Küng         | Italie     | Trente            |